# Popis rijeka Esvatinija
Ovo je popis rijeka u Esvatiniju. Raspoređen je po slivovima, s odgovarajućim pritokama uvučenim ispod imena svakog većeg potoka.

## Rijeke
- Komati (Nkomanzi)
  - Mlumati (Lomati)
- Mbuluzi (Imbuluzi)
  - Crni Mbuluzi
  - Bijeli Mbuluzi
- Tembe
- Lusutfu (Veliki Usutu)
  - Pongola (Južna Afrika)
  - Lusushwana (Mali Usutu)
    - Mzimnene
    - Mbabane
      - Polinjane
- Ngwavuma
  - Mozane
  - Nyetane
  - Mhlatuze
  - Mtendekwa
  - Mhlatuzane
  - Mzimphofu
  - Mkondvo (Assegai)
  - Ngwempisi
  - Polonjane

## Vanjske poveznice
|  | Zajednički poslužitelj ima još gradiva o temi Popis rijeka Esvatinija |

- CIA map, 1990
- Army Map Service, 1961
- GEOnet Names Server